# 표선초등학교
표선초등학교는 대한민국 제주특별자치도 서귀포시 표선면 표선리에 있는 공립 초등학교이다.

## 학교 연혁
- 1909년 7월 12일 공립정의보통학교(現 정의현 객사 자리) 개교(설립인가 3월 31일)
- 1911년 10월 1일 정의공립보통학교(4년제)로 개칭
- 1925년 5월 1일 보습과 설치 인가
- 1935년 4월 1일 표선공립보통학교로 개칭
- 1937년 9월 1일 현 위치로 이설(표선리 456번지)
- 1938년 4월 1일 표선공립심상소학교(6년제)로 개칭[1]
- 1941년 4월 1일 표선공립국민학교로 개칭[2]
- 1948년 9월 1일 표선국민학교로 개칭
- 1963년 5월 17일 하천분교장 설립 인가 및 개교
- 1968년 3월 1일 하천국민학교 분리
- 1974년 1월 26일 교지 확장(1096평 매입)
- 1981년 3월 10일 병설유치원 개원(1학급)
- 1985년 3월 1일 특수학급 인가
- 1996년 3월 1일 표선초등학교로 개칭[3]
- 1999년 7월 12일 개교 90주년 교훈탑 설치
- 2004년 6월 4일 다목적 강당 신축(한빛관)
- 2007년 2월 5일 과학실 현대화사업
- 2008년 1월 15일 스탠드 비가림 설치
- 2009년 1월 19일 영어전용교실 구축
- 2009년 4월 29일 백사관[4] 개관 762.59m2
- 2009년 7월 10일 100주년기념 조형물, 타임캡슐 매설
- 2009년 8월 30일 장애학생 전용 엘리베이터 설치, 본관 2층 백사관 연결 다리 시설
- 2010년 8월 20일 보건실 현대화 사업
- 2010년 8월 30일 우천도로 비가림 설치
- 2010년 10월 6일 문화카페‘폭낭 쉼터’개소
- 2012년 3월 20일 푸른 운동장 조성 공사 완료
- 2012년 10월 1일 도서관 전용 화장실 공사 완료(남 1, 여 1, 샤워실 1)
- 2013년 3월 1일 13학급 인가(특수학급 포함)
- 2013년 8월 31일 병설유치원 교실 대수선 공사
- 2013년 8월 31일 폭낭쉼터 이중 창호 공사 및 농구대 설치
- 2013년 10월 21일 유치원 놀이시설 탄성포장재(안전 블록) 설치 공사
- 2014년 2월 3일 제주형 스마트교실 1실 설치
- 2017년 2월 10일 제106회 졸업(졸업생 30명, 총 6,848명)
- 2017년 3월 1일 제38대 이종보 교장 부임
- 2019년 1월 25일 제108회 졸업(졸업생 46명, 총 6,931명)

## 참고 자료
- 표선초등학교 - 한국교육학술정보원 학교알리미